# 江ノ島電鉄20形電車
江ノ島電鉄20形電車（えのしまでんてつ20がたでんしゃ）は、江ノ島電鉄で使用されている電車である。なお、江ノ島電鉄では個別の編成について、例えば車号21と61の編成を21-61（"編成"もしくは"号車"）もしくは21（"編成"もしくは"号車"）と呼称しており、本項でもこれに準じて記述する。

## 概要
江ノ島電鉄では1979年以降1990年代初めまでの間、1000形・2000形の新造車両計9編成の導入により機材の更新による旅客サービス・保安度の向上を続けてきているが、その後鉄道事業における輸送人員は1991年度を、営業収入は1992年度をピークに減少に転じており、1編成2億数千万円の設備投資となる新造車の導入は大規模改良工事を未実施であった300形302編成を代替する10形以外については見送られて、利益確保のための省力化及び効率化によるさまざまな費用削減策が実施されることとなった。これにより、駅の改札口の自動改札化や自動放送化と並ぶ施策として、残存する300形および500形の主制御器とブレーキ装置を1000形1501・1502編成以降のものと同等のものに変更することにより、長年の懸案であった旧型、新型を問わない全車両相互間の連結運行を可能とすることで、列車運用と保守点検面での効率化を図っていた。
しかしながら、2000年以降輸送人員は増加に転じ、また、老朽化が進み、かつ構造上冷房装置の搭載が困難だった500形の置き換えが必要となり、1902年の江ノ電開業から100周年を迎えることの記念事業の一環として本稿で記述する20形が東急車輛製造（現総合車両製作所）で製造され、2002年4月4日に21-61（導入当初は、21-60だった）、2003年4月4日に22-62の計4両が導入されている。なお、本形式は江ノ島電鉄の当時の鉄道部門が目指す堅実な方針を反映したものとなっており、基本設計は10形に準拠しているが、内装や屋根は簡素化が図られ、21編成の主要機器は501編成のものを流用することで導入費用を大幅に削減している。
本形式は10形をベースに室内レイアウトの変更によるサービスの向上、乗務員の操作性の向上、バリアフリー化を図っており、設計の方針は以下の通りとなっている。
- 居住性と操作性の向上：乗客、乗務員の居住性、乗務員の操作性の向上を図る。
- 軽量化と省エネルギー化：機器の見直しによる軽量化と省エネルギー化を図る。
- サービス向上：多様化した乗客ニーズに合わせたサービス向上を図る。
- 低コスト化：500形の機器を流用して製造されることにより低コスト化を図る。

外観は10形の流れを受けたレトロ調デザインだが、10形ほど凝った作りにはならなかった。これは、10形の特別な存在感を残しつつも、2編成を短期間に増備するために構造の簡略化とコストの低減を図ったためである。
また江ノ電初採用のものとしては前面・側面のLED式行先表示器、連結面の転落防止幌が挙げられる。

## 車両概説

### 車体
車体構造は塩害対策としてステンレス鋼を基本としており、枕梁、中梁を除く台枠、構体骨組、床板、屋根板（0.6mm厚）、正面妻と側板の台枠との結合部、妻外板がステンレス、その他の正面妻と側板は耐候性鋼板で、これは2000形・10形と同じ構成となっている。また、車体の基本寸法は10形と同一となっており、車体幅は2500mmとして裾絞り構造とし、車体高さは10形と同じく3515mmであるが室内天井高は2215mmで、天井が2段となっていた10形と比較すると20mm低くなっている。
このほか、外観上の特徴としては腰部の丸形一灯式前照灯、上部が弧を描く形状の前面窓などは10形と同一であるが、先細り状の形状の先頭部は絞りはじめの位置を乗務員室扉後部から前部に変更することで乗務員室扉部をホームと平行として乗務員の視界と安全性の確保を図っているほか、10形が装備していた屋根のダブルルーフ状カバー、上部が弧を描く形状の側面窓、補助排障器などは省略されている。集電装置は10形と同じくシングルアームパンタグラフであるPT7121-Aとなっている。
車体塗装は、「江ノ電カラー」と通称される緑色とクリーム色の2色であるが、その色調は300形などの旧型車とは若干異なっており、アクセントとして金色の帯が巻かれている。
客室内装は側壁面をベージュ系の抽象柄、妻面を明るい木目調、天井を白色のそれぞれメラミン化粧板としている。また、車内には2000形・10形と同型のマップ式旅客案内表示器が設置されるほか、ドアチャイム設置や車椅子スペースの設置など交通バリアフリー法に対応した設計とされている。車内自動放送装置は2000形・10形のテープ式のYA-9012からIC式に変更されている。
座席は乗降扉間を長さ4050mmで9人掛け、車端部を2095mmで4人掛けのロングシート、車端部は藤沢方は山側1人掛け・海側2人掛け、鎌倉方は海側2人掛けのクロスシートを配置しており、鎌倉方車端部の山側を車椅子スペースとしている。座席表地は赤色系のもので、座面はバネ構造、背摺りは詰物構造、袖仕切りは木目調の化粧板貼りとしている。また、乗降扉は一般的な通勤電車と同じ幅1300mmの両開き扉としてドアエンジンには鴨居取付・ベルト駆動式のDP-45BUを使用している。
運転室は中央運転台式で、機器配置は2000形・10形のものを踏襲した、ワンハンドル式マスター・コントローラーのものとなっており、併用軌道における下部視界確保のため計器盤の高さを抑えたものとなっている。

### 走行装置
走行機器等は1000形1501・1502編成以降江ノ島電鉄の標準となったのものを踏襲し、基本的に500形の機器を更新修繕の上、再利用している。主制御器は500形から流用した電動カム軸制御式のACDF-M450-789A-M（直列11段、並列8段、弱め界磁2段、発電制動19段）、主電動機もやはり種車からの流用でTDK8005-Aで定格は端子電圧300V時で電流195A、出力50kW、回転数1300rpm、駆動装置についても流用品のたわみ板中空軸平行カルダン駆動方式のKD110-A-Mでいずれも東洋電機製造製、ブレーキ装置も流用品の発電ブレーキ併用・電気指令式でE型中継弁を使用するナブコ（現ナブテスコ）製のHRD-1Dとなっている。
補助電源装置は新造され、1000形1501・1502編成以降10形まで使用されていたサイリスタインバータであるRG403-A1-Mから、IGBTインバータのRG4032-A-Mに変更となってこれを1基搭載しており、出力は照明装置や送風機、乗務員室暖房等に供給される交流100V/200V 60Hz、制御回路に供給される直流100V、列車無線回路等に供給される直流24Vで計10kVAとなっている。
台車は500形からの流用品のTS-837（動台車）およびTS-838（連接・従台車）を使用しているが、本形式での使用にあたり動台車は枕梁を、従台車は心皿部をそれぞれ新造しており、台車形式がTS-837A、TS-838Aとなっている。TS-837Aは2000形・10形のTS-829Aと類似の構造で、1000形1501・1502編成のTS-829の枕バネを簡略化しつつ横ダンパ2本を追加して乗り心地の向上を図ったものとなっており、台車枠は固定軸距を1650mmとした鋼板溶接構造、枕バネは入れ子式2本並列のコイルばねで縦・横ダンパを併用、軸バネは合成ゴムブロックとコイルバネで軸箱支持方式は軸箱守式となっている。また、基礎ブレーキ装置はブレーキシリンダが金属シリンダの片押式踏面ブレーキで合成制輪子・鋳鉄制輪子併用のものとなっている。一方で連接・付随台車は1501・1502編成のTS-830や2000形・10形のTS-830Aでは基礎ブレーキ装置にディスクブレーキを装備しており、台車枠の構造も異なるものとなっているが、20形ではTS-837Aと同様の構造で踏面ブレーキを装備したTS-838Aとしている。
また、性能も1000形1501・1502編成以降10形までの各形式と同等であり、起動加速度は2.0km/h/s、減速度は常用3.5km/h/s、非常時4.0km/h/s、均衡速度は60km/hとなっている。
冷房装置は当初から新造され、1000形・2000形のほか他の路面電車車両等にも広く採用されている三菱電機製で容量24.4kWのCU77系で制御素子をIGBTを使用したIPMとしたものであるが、10形のCU77AE2からCU77AE3に変更されている。このシステムは屋根上に搭載された冷房装置と冷房制御箱、床下に搭載された起動制御箱から構成されるもので、冷房制御箱には2系統のインバータが内蔵されており、定電圧・定周波数出力は室内送風機に、可変電圧・可変周波数出力は冷媒の圧縮機・室外送風機系統とも冷房不使用時には車両内の他の負荷にも出力可能なものとなっており、定電圧・定周波数出力は前面の防曇ガラスに、可変電圧・可変周波数出力は可変電圧客席座席下の電気暖房にそれぞれ供給される。

## 運用

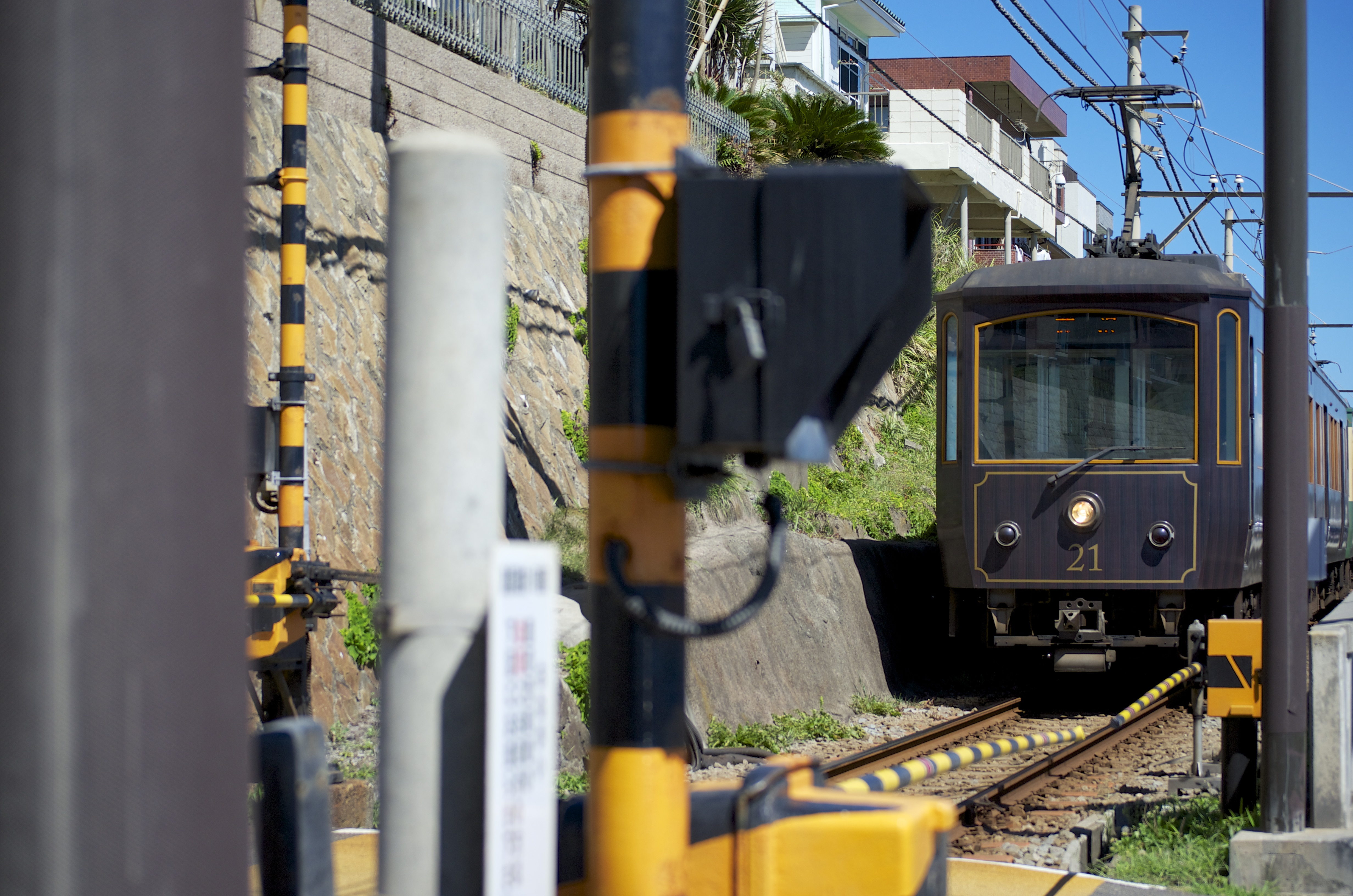
全線開業100周年ラッピング

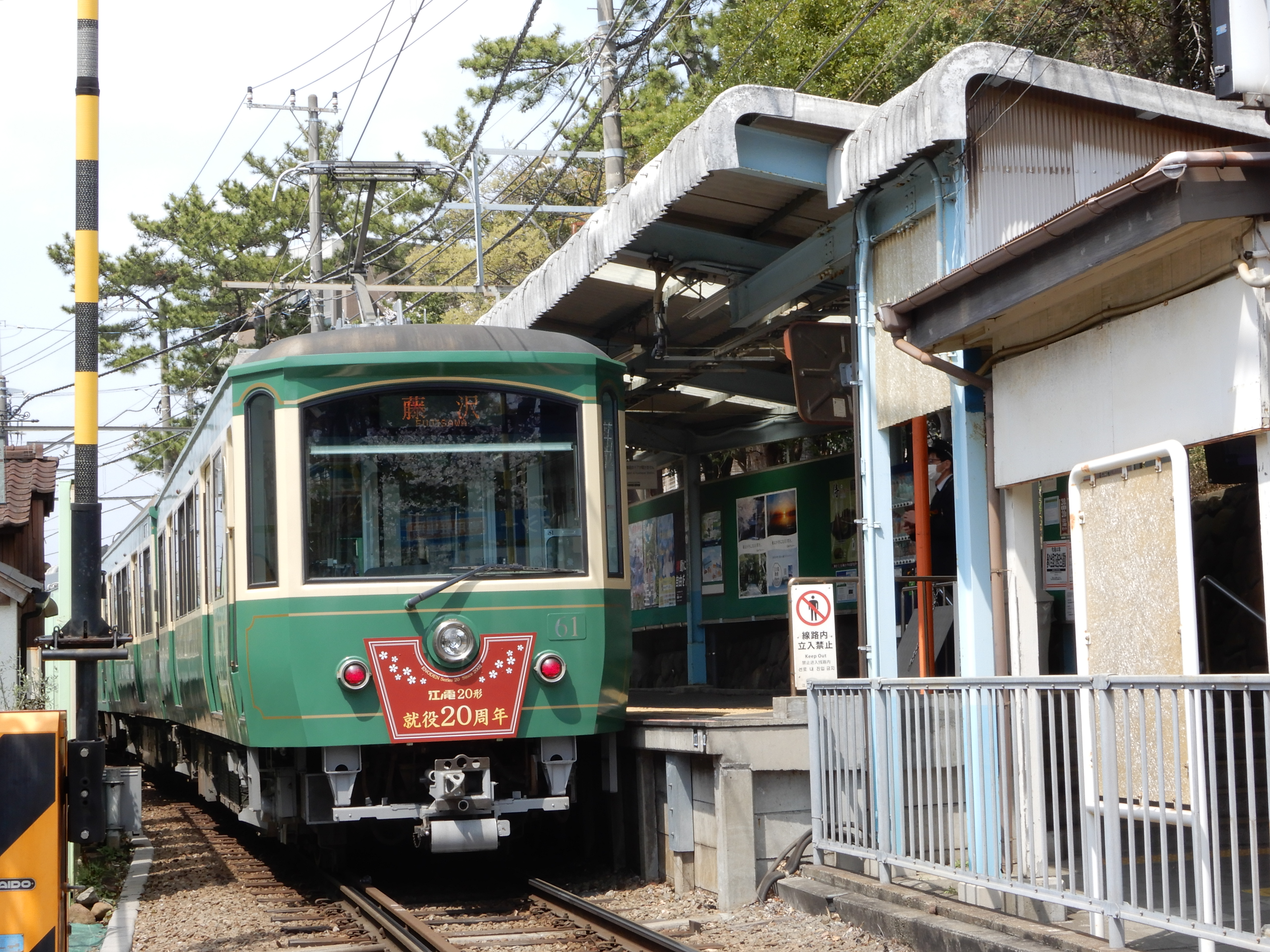
就役20周年記念ラッピング

20形の導入に伴い、500形は501-551編成が2002年1月、502-552編成が2003年1月をもって営業運転を終了し、江ノ島電鉄の旅客営業用車両すべてが冷房車となった。
他の車両と運用上の区別はなく、共通で使用されている。21編成は車内イベントなどの際に、貸切列車として運行されている。
2010年11月には江ノ電全線開業100周年を記念し、21編成が開業当初の車両をイメージしたラッピングに変更され、その後2014年夏にTVアニメハナヤマタとのコラボで22編成にヘッドマークが装着され、2022年には就役20年を記念し、両編成にシールが張られた。